# Rudolf Viertl
Rudolf Viertl (ur. 12 listopada 1902 w Schwechacie, zm. 9 grudnia 1981) – austriacki piłkarz, reprezentant Austrii.

## Kariera klubowa
Viertl urodził się w Schwechat. Jego pierwszym zespołem był klub z rodzinnego miasta SV Schwechat, do którego dołączył w 1919. Barwy tej drużyny reprezentował do 1924, po czym dołączył do 1. Simmeringer SC. W tym zespole zadebiutował w I. Lidze, a po kolejnym 3 latach przeszedł do Austrii Wiedeń.
Jako zawodnik stołecznej drużyny odnosił największe sukcesy w klubowej karierze. Trzykrotnie wygrał Puchar Austrii w sezonach 1932/33, 1934/35 i 1935/36. Dwukrotnie sięgnął także po międzynarodowy Puchar Mitropa w latach 1933 i 1936. Łącznie reprezentował Austrię przez 12 lat. W 1939 powrócił do SV Schwechat, w którym zakończył karierę w 1941.
| Sezon   | Klub              | Kraj       | Rozgrywki | Mecze | Bramki |
| ------- | ----------------- | ---------- | --------- | ----- | ------ |
| 1919/20 | SV Schwechat      | Austria    | II. Liga  |       |        |
| 1920/21 | SV Schwechat      | Austria    | II. Liga  |       |        |
| 1921/22 | SV Schwechat      | Austria    | II. Liga  |       |        |
| 1922/23 | SV Schwechat      | Austria    | II. Liga  |       |        |
| 1923/24 | SV Schwechat      | Austria    | II. Liga  |       |        |
| 1924/25 | 1. Simmeringer SC | Austria    | I. Liga   |       |        |
| 1925/26 | 1. Simmeringer SC | Austria    | I. Liga   |       | 12     |
| 1926/27 | 1. Simmeringer SC | Austria    | I. Liga   |       |        |
| 1927/28 | Austria Wiedeń    | Austria    | I. Liga   |       |        |
| 1928/29 | Austria Wiedeń    | Austria    | I. Liga   |       | 10     |
| 1929/30 | Austria Wiedeń    | Austria    | I. Liga   |       | 16     |
| 1930/31 | Austria Wiedeń    | Austria    | I. Liga   |       |        |
| 1931/32 | Austria Wiedeń    | Austria    | I. Liga   |       | 13     |
| 1932/33 | Austria Wiedeń    | Austria    | I. Liga   |       |        |
| 1933/34 | Austria Wiedeń    | Austria    | I. Liga   |       | 10     |
| 1934/35 | Austria Wiedeń    | Austria    | I. Liga   |       |        |
| 1935/36 | Austria Wiedeń    | Austria    | I. Liga   |       |        |
| 1936/37 | Austria Wiedeń    | Austria    | I. Liga   |       |        |
| 1937/38 | Austria Wiedeń    | Austria    | I. Liga   |       |        |
| 1938/39 | Austria Wiedeń    | III Rzesza | I. Liga   |       |        |
| 1939/40 | SV Schwechat      | III Rzesza |           |       |        |
| 1940/41 | SV Schwechat      | III Rzesza |           |       |        |

## Kariera reprezentacyjna
Viertl po raz pierwszy w drużynie narodowej Austrii zadebiutował 20 września 1925 w meczu przeciwko Węgrom, zremisowanym 1:1. Na kolejny mecz w reprezentacji musiał czekać 4 lata, a regularne powołania zaczął otrzymać od 1933.
W 1934 został powołany na Mistrzostwa Świata. Podczas turnieju wystąpił w 4 spotkaniach z Francją, Węgrami, półfinale z gospodarzami turnieju Włochami oraz w przegranym 2:3 meczu o 3. miejsce z Niemcami.
Po raz ostatni w reprezentacji Austrii zagrał 24 stycznia 1937 w meczu z Francją, wygranym 2:1. Łącznie w latach 1925–1937 Viertl zagrał dla Austrii w 16 spotkaniach, w których strzelił 4 bramki.
| Mecze i gole w reprezentacji Austrii | Mecze i gole w reprezentacji Austrii | Mecze i gole w reprezentacji Austrii | Mecze i gole w reprezentacji Austrii | Mecze i gole w reprezentacji Austrii | Mecze i gole w reprezentacji Austrii | Mecze i gole w reprezentacji Austrii |
| #                                    | Data                                 | Miasto                               | Przeciwnik                           | Gol                                  | Wynik                                | Rozgrywki                            |
| ------------------------------------ | ------------------------------------ | ------------------------------------ | ------------------------------------ | ------------------------------------ | ------------------------------------ | ------------------------------------ |
| 1.                                   | 20.09.1925                           | Budapeszt                            | Węgry                                |                                      | 1:1                                  | towarzyski                           |
| 2.                                   | 15.09.1929                           | Wiedeń                               | Czechosłowacja                       |                                      | 2:1                                  | towarzyski                           |
| 3.                                   | 23.03.1930                           | Praga                                | Czechosłowacja                       |                                      | 2:2                                  | towarzyski                           |
| 4.                                   | 01.10.1933                           | Wiedeń                               | Węgry                                |                                      | 2:2                                  | towarzyski                           |
| 5.                                   | 29.11.1933                           | Glasgow                              | Szkocja                              |                                      | 2:2                                  | towarzyski                           |
| 6.                                   | 11.02.1934                           | Turyn                                | Włochy                               |                                      | 4:2                                  | Puchar Europy Środkowej              |
| 7.                                   | 25.03.1934                           | Genewa                               | Szwajcaria                           |                                      | 3:2                                  | Puchar Europy Środkowej              |
| 8.                                   | 15.04.1934                           | Wiedeń                               | Węgry                                | Gol                                  | 5:2                                  | towarzyski                           |
| 9.                                   | 25.04.1934                           | Wiedeń                               | Bułgaria                             | Gol                                  | 6:1                                  | El. MŚ 1934                          |
| 10.                                  | 27.05.1934                           | Turyn                                | Francja                              |                                      | 3:2                                  | MŚ 1934                              |
| 11.                                  | 31.05.1934                           | Bolonia                              | Węgry                                |                                      | 2:1                                  | MŚ 1934                              |
| 12.                                  | 03.06.1934                           | Mediolan                             | Włochy                               |                                      | 0:1                                  | MŚ 1934                              |
| 13.                                  | 07.06.1934                           | Neapol                               | III Rzesza                           |                                      | 2:3                                  | MŚ 1934                              |
| 14.                                  | 06.05.1936                           | Wiedeń                               | Anglia                               | Gol                                  | 2:1                                  | towarzyski                           |
| 15.                                  | 17.05.1936                           | Rzym                                 | Włochy                               | Gol                                  | 2:2                                  | towarzyski                           |
| 16.                                  | 24.01.1937                           | Paryż                                | Francja                              |                                      | 2:1                                  | towarzyski                           |

## Sukcesy
Austria Wiedeń
- Puchar Austrii (3): 1932/33, 1934/35, 1935/36
- Puchar Mitropa (2): 1933, 1936